# منظرية (سفلى أردستان)
منظریة (بالفارسية: منظریه) هي قرية تقع في إيران في Sofla Rural District.